# 이선경 (심리학자)

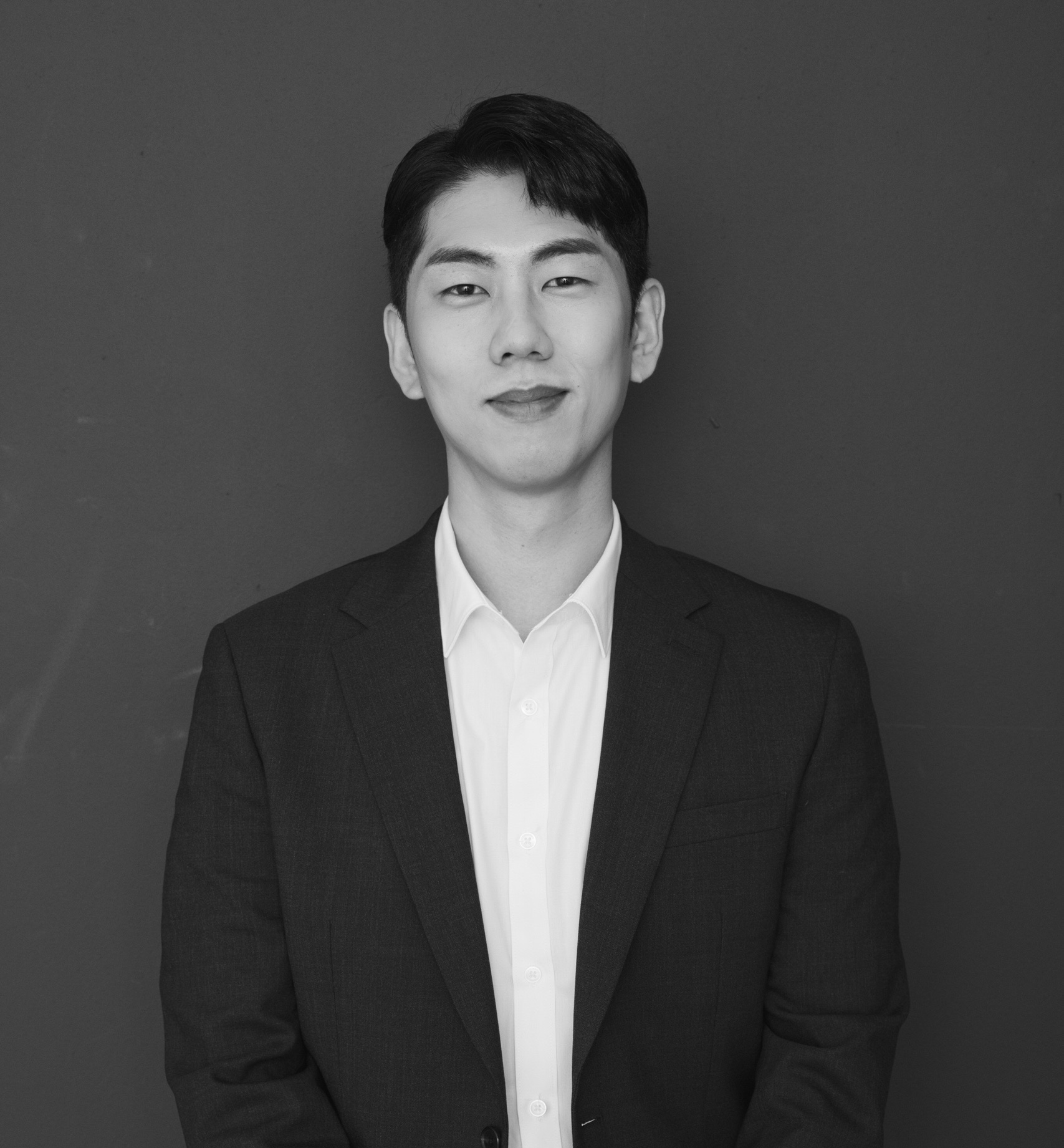
이선경의 모습

이선경(1989년~ )은 대한민국의 심리학자이자 심리사업가, 심리검사개발자, 심리학 강사, 심리학 작가이다.

## 활동
아주대학교에서 심리학을 조기졸업하고 동 대학원에서 심리학 석사 학위를 수여했다. 현재 동 대학원 박사 과정에 재학중이다.
HRD 컨설턴트를 거쳐 심리학 강사로 활동하고 있으며 2018년 주간인물 선정, 2021년 한국HRD협회 추천강사로 되었다. 2023년에는 대한민국 인적자원개발 대상 명강사 대상을 수상하였고, 같은 해 보건복지부 산하 한국자활연수원 우수강사로 선정되었다.
현재 위드인사이트 심리교육연구소 대표, 아주대학교 글로벌미래교육원 외래교수로 재직중이다.
삼성, 현대, 롯데, LG, 기아, 다이슨, 서울시, 통계청, 질병관리청 등 국내 주요 대기업과 공공기관에서 심리 강의를 활발히 하고 있다.
강의영역은 멘탈케어, 마음챙김, 심리소통, 메타인지, 리더십 등 심리교육 전반이다.

## 주요경력
現 아주대학교 글로벌미래교육원 외래교수(2022~현재)
現 위드인사이트 심리교육연구소(2018~현재)
現 인재개발연구원 수석연구위원(2021~현재)
前 (주)한국스마트치료협회 대표(2021~2022)
前 한국행동과학연구소 연구원(2019~2021)
前 테스트온 교육팀장(2017~2019)
前 티엔에프컨설팅 컨설턴트(2016)

## 주요자격
마음챙김전문가1급
과학명상전문가1급
MBTI일반강사(15-H11-64)
한국코치협회 인증 전문코치(KAC)
고용노동부(HRD) NCS확인강사

## 저서
내 인생에 힘이 되어준 따뜻한 말 (다른상상, 2024)
나는 걱정이 너무 많아 (다른상상, 2023)
디지털 게슈탈트 (위즈덤랩, 2023)
듣고 싶은 한 마디 힘이 되는 말 (다른상상, 2023)
마음챙김의 생각(메타인지를 높이는 명언 속 지혜) (위즈덤랩, 2022)
스마트치료의 이론과 실제 (위즈덤랩, 2021)

## 개발
KEMI-E(근로자마음건강종합검사) 온라인 심리검사 개발
KEMI-L(벤처리더십검사) 온라인 심리검사 개발
KEMI-C(다차원진로검사) 온라인 심리검사 개발
(주)학교네 청소년 ESG검사 개발
국제사이버대학교 온라인 학업소양검사 개발
메타버스, VR, 앱을 활용한 스마트 집단상담 프로그램 개발
감정 Talk to you 지도자 지침서 개발

## 콘텐츠
리그 오브 레전드 e스포츠팀 T1 제우스편 MBTI전문가로 참여했다.
하나TV(하나은행) 돈을말하다 시즌4에서 MBTI전문가 패널로 참여했다.